# Ђироламо Фракасторо
Ђироламо Фракасторо (1478–1553) (лат. Hieronymus Fracastorius) је био италијански лекар, песник и познавалац математике, географије и астрономије.
Рођен је у Верони, а школовање завршио у Падови, где је већ са 19.година постао предавач на универзитету, катедра за логику и филозофију.
1546. године је у свом делу "De Contagione et Contagiosis Morbis" износи тврдње да заразне болести преносе ситне, невидљиве клице, споре, које се шире међу људима директним или индиректним контактом, путем предмета, чак и без контакта на веће удаљености.
Надаље он тврди да клице имају могућност размножавања и умножавања, да су отровне и да их уништава ватра. Као мере предострожности препоручује редовну хигијену, чистоћу околине, воде и хране, као и предмета око болесника као меру заштите.
Назив „сифилис“ потиче из 1530. године, где је он први пут употребио као име своје латинске песме написане у дактилском хексаметру, у којој је главни лик пастир по имену Сифилис, која описује „пустошења“ ове болести у Италији.
Ђироламов портрет, који је насликао познати италијански сликар Титан се налази у националној галерији у Лондону, а у Верони, граду где је живео и радио цео свој живот, у знак захвалности за своје доприносе грађани му постављају статуу на градском тргу.
Његови доприноси су препознати и на пољу географије па је после његове смрти један лунарни кратер на месецу добио име по њему (Fracastorius).

## Дела
- Syphilis, sive Morbi Gallici (1530)
- Di Vino Temperatura (1534)
- Homocentricorum sive de Stellis, de Causis Criticorum Dierum Libellus (1535)
- Homocentrica (1538)
- Naugerius sive de Poetica Dialogus (c. 1540)
- De Contagione et Contagiosis Morbis (1546)
- Syphilis sive de morbo gallico (1539)